# شمسین، حمص
شمسین (به عربی: شمسین) یک منطقهٔ مسکونی در سوریه است که در استان حمص واقع شده‌است. شمسین ۸۱۱ نفر جمعیت دارد.